# Edo Kayembe
Edo Kayembe (Kananga, 3 juni 1998) is een Congolese voetballer.

## Carrière
In november 2016 tekende Edo Kayembe een contract tot 4,5 jaar bij RSC Anderlecht. Op 22 december 2017 maakte de middenvelder zijn debuut voor de Brusselse club in de competitiewedstrijd tegen KAS Eupen. Hij mocht in dat duel na 65 minuten invallen voor ploeggenoot Adrien Trebel.

## Statistieken
| Seizoen | Club           | Land              | Competitie         | Competitie | Competitie | Beker | Beker | Supercup | Supercup | Europees | Europees | Totaal | Totaal |
| Seizoen | Club           | Land              | Competitie         | Wed.       | Dlp.       | Wed.  | Dlp.  | Wed.     | Dlp.     | Wed.     | Dlp.     | Wed.   | Dlp.   |
| ------- | -------------- | ----------------- | ------------------ | ---------- | ---------- | ----- | ----- | -------- | -------- | -------- | -------- | ------ | ------ |
| 2017/18 | RSC Anderlecht | Vlag van België   | Jupiler Pro League | 1          | 0          | 0     | 0     | 0        | 0        | 0        | 0        | 1      | 0      |
| 2018/19 | RSC Anderlecht | Vlag van België   | Jupiler Pro League | 12         | 0          | 1     | 0     | —        | —        | 2        | 0        | 15     | 0      |
| 2019/20 | RSC Anderlecht | Vlag van België   | Jupiler Pro League | 18         | 0          | 3     | 0     | —        | —        | —        | —        | 21     | 0      |
| 2020/21 | RSC Anderlecht | Vlag van België   | Jupiler Pro League | 2          | 0          | 0     | 0     | —        | —        | —        | —        | 2      | 0      |
| 2020/21 | KAS Eupen      | Vlag van België   | Jupiler Pro League | 23         | 0          | 3     | 0     | —        | —        | —        | —        | 26     | 0      |
| 2021/22 | KAS Eupen      | Vlag van België   | Jupiler Pro League | 17         | 4          | 2     | 0     | —        | —        | —        | —        | 19     | 4      |
| 2021/22 | Watford FC     | Vlag van Engeland | Premier League     | 1          | 0          | 0     | 0     | 0        | 0        | 0        | 0        | 1      | 0      |
| TOTAAL  | TOTAAL         | TOTAAL            | TOTAAL             | 57         | 4          | 8     | 0     | 0        | 0        | 2        | 0        | 67     | 4      |